# Sovjet-Unie op de Olympische Winterspelen 1984
Tijdens de Olympische Winterspelen van 1984, die in Sarajevo (Joegoslavië) werden gehouden, nam de Sovjet-Unie voor de achtste keer deel.

## Medailleoverzicht
| Sport       | Olympiër                                                               | Discipline            | Medaille |
| ----------- | ---------------------------------------------------------------------- | --------------------- | -------- |
| Biatlon     | Dmitri Vasiljev Joeri Kasjkarov Algimantas Šalna Sergej Boeligin       | 4x7,5 km estafette    | Goud     |
| Kunstrijden | Jelena Valova Oleg Vasiljev                                            | paarrijden            | Goud     |
| Langlaufen  | Nikolaj Zimjatov                                                       | 30 km (m)             | Goud     |
| Schaatsen   | Sergej Fokitsjev                                                       | 500 m (m)             | Goud     |
| Schaatsen   | Igor Malkov                                                            | 10.000 m (m)          | Goud     |
| IJshockey   | Olympisch team                                                         | mannen                | Goud     |
| Kunstrijden | Natalja Bestemjanova Andrej Boekin                                     | ijsdansen             | Zilver   |
| Langlaufen  | Aleksandr Zavjalov                                                     | 30 km (m)             | Zilver   |
| Langlaufen  | Aleksandr Batyoek Aleksandr Zavjalov Vladimir Nikitin Nikolaj Zimjatov | 4x10 km estafette (m) | Zilver   |
| Langlaufen  | Raisa Smetanina                                                        | 10 km (v)             | Zilver   |
| Langlaufen  | Raisa Smetanina                                                        | 20 km (v)             | Zilver   |
| Rodelen     | Sergej Danilin                                                         | mannen                | Zilver   |
| Rodelen     | Jevgeni Beloessov Aleksandr Beljakov                                   | dubbel                | Zilver   |
| Schaatsen   | Sergej Chlebnikov                                                      | 1000 m (m)            | Zilver   |
| Schaatsen   | Sergej Chlebnikov                                                      | 1500 m (m)            | Zilver   |
| Schaatsen   | Igor Malkov                                                            | 5000 m (m)            | Zilver   |
| Bobsleeën   | Zintis Ekmanis Vladimir Aleksandrov                                    | 2-mansbob (m)         | Brons    |
| Kunstrijden | Kira Ivanova                                                           | vrouwen               | Brons    |
| Kunstrijden | Larisa Seleznova Oleg Makarov                                          | paarrijden            | Brons    |
| Kunstrijden | Marina Klimova Sergej Ponomarenko                                      | ijsdansen             | Brons    |
| Rodelen     | Valeri Doedin                                                          | mannen                | Brons    |
| Schaatsen   | Oleg Bozjev                                                            | 1500 m (m)            | Brons    |
| Schaatsen   | Natalja Petroeseva                                                     | 1000 m (v)            | Brons    |
| Schaatsen   | Natalja Petroeseva                                                     | 1500 m (v)            | Brons    |
| Schaatsen   | Natalja Sjive                                                          | 500 m (v)             | Brons    |

## Deelnemers en resultaten

### Alpineskiën
| Olympiër           | Discipline       | Resultaat | Prestatie                       |
| ------------------ | ---------------- | --------- | ------------------------------- |
| Vladimir Andrejev  | reuzenslalom (m) | dnf-2     | opgave run 2                    |
| Vladimir Andrejev  | slalom (m)       | dnf-2     | opgave run 2                    |
| Vladimir Makejev   | afdaling (m)     | 16e       | 1.47,87 (+2,28)                 |
| Valeri Tsyganov    | afdaling (m)     | 23e       | 1.48,46 (+2,87)                 |
|                    |                  |           |                                 |
| Nadezjda Andrejeva | reuzenslalom (v) | 29e       | 2.26,85 (+5,87) 1.12,46+1.14,39 |
| Nadezjda Andrejeva | slalom (v)       | 14e       | 1.40,22 (+3,75) 50,80+49,42     |

### Biatlon
| Olympiër                                                         | Discipline             | Resultaat | Prestatie                                                                            |
| ---------------------------------------------------------------- | ---------------------- | --------- | ------------------------------------------------------------------------------------ |
| Sergej Boeligin                                                  | 10 km (m)              | 11e       | 32.19,1 (+1.25,3) pen.: 2 (1 / 1)                                                    |
| Sergej Boeligin                                                  | 20 km (m)              | 17e       | 1:19.28,0 (+7.35,3) pen.: 7 (1 / 1 / 2 / 3)                                          |
| Joeri Kasjkarov                                                  | 10 km (m)              | 10e       | 32.15,2 (+1.21,4) pen.: 2 (0 / 2)                                                    |
| Joeri Kasjkarov                                                  | 20 km (m)              | 35e       | 1:22.53,8 (+11.01,1) pen.: 11 (3 / 2 / 2 / 4)                                        |
| Algimantas Šalna                                                 | 10 km (m)              | 5e        | 31.20,8 (+27,0) pen.: 2 (0 / 2)                                                      |
| Dmitri Vasiljev                                                  | 20 km (m)              | 32e       | 1:22.09,2 (+10.16,5) pen.: 8 (3 / 1 / 1 / 3)                                         |
| Dmitri Vasiljev Joeri Kasjkarov Algimantas Šalna Sergej Boeligin | 4x7,5 km estafette (m) | Goud      | 1:38.51,70 pen.: 2-9 (0-2 / 0-3 / 2-4 / 0-0) (24.52,4 / 24.34,8 / 25.17,8 / 24.06,7) |

### Bobsleeën
| Olympiër                                                           | Discipline                   | Resultaat | Prestatie                                       |
| ------------------------------------------------------------------ | ---------------------------- | --------- | ----------------------------------------------- |
| Jānis Ķipurs Aivars Šnepsts                                        | 2-mansbob (m) Sovjet-Unie I  | 4e        | 3.26,42 (+0,86) (52,06 / 51,92 / 51,30 / 51,14) |
| Zintis Ekmanis Vladimir Aleksandrov                                | 2-mansbob (m) Sovjet-Unie II | Brons     | 3.26,16 (+0,60) (51,56 / 52,10 / 51,24 / 51,26) |
| Jānis Ķipurs Māris Poikāns Ivars Bērzups Aivars Šnepsts            | 4-mansbob (m) Sovjet-Unie I  | 6e        | 3.23,51 (+3,29) (50,19 / 50,96 / 51,19 / 51,17) |
| Zintis Ekmanis Jānis Skrastiņš Rihards Kotāns Vladimir Aleksandrov | 4-mansbob (m) Sovjet-Unie II | 12e       | 3.25,20 (+4,98) (51,08 / 51,36 / 51,28 / 51,48) |

### Kunstrijden
| Olympiër                            | Discipline | Resultaat | Prestatie                                                      |
| ----------------------------------- | ---------- | --------- | -------------------------------------------------------------- |
| Aleksandr Fadejev                   | mannen     | 7e        | 13,2 punten (verpl. figuren: 5 - korte kür: 8 - lange kür: 7)  |
| Vladimir Kotin                      | mannen     | 8e        | 16,2 punten (verpl. figuren: 11 - korte kür: 9 - lange kür: 6) |
| Kira Ivanova                        | vrouwen    | Brons     | 9,2 punten (verpl. figuren: 5 - korte kür: 3 - lange kür: 5)   |
| Anna Kondrasjova                    | vrouwen    | 5e        | 11,8 punten (verpl. figuren: 7 - korte kür: 4 - lange kür: 6)  |
| Jelena Vodorezova                   | vrouwen    | 8e        | 15,4 punten (verpl. figuren: 2 - korte kür: 8 - lange kür: 11) |
| Jelena Valova Oleg Vasiljev         | paarrijden | Goud      | 1,4 punten (korte kür: 1 - lange kür: 1)                       |
| Larisa Seleznova Oleg Makarov       | paarrijden | Brons     | 3,8 punten (korte kür: 2 - lange kür: 3)                       |
| Marina Avstriskaja Joeri Kvasjnin   | paarrijden | 9e        | 11,8 punten (korte kür: 7 - lange kür: 9)                      |
| Natalja Bestemjanova Andrej Boekin  | ijsdansen  | Zilver    | 4,0 punten (verpl. dans: 2 - org. dans: 2 - vrije dans: 2)     |
| Marina Klimova Sergej Ponomarenko   | ijsdansen  | Brons     | 7,0 punten (verpl. dans: 4 - org. dans: 4 - vrije dans: 3)     |
| Olga Volozjinskaja Aleksandr Svinin | ijsdansen  | 7e        | 14,6 punten (verpl. dans: 8 - org. dans: 7 - vrije dans: 7)    |

### Langlaufen
| Olympiër                                                               | Discipline            | Resultaat | Prestatie                                                   |
| ---------------------------------------------------------------------- | --------------------- | --------- | ----------------------------------------------------------- |
| Aleksandr Batyoek                                                      | 15 km (m)             | 10e       | 42.42,2 (+1.16,6)                                           |
| Aleksandr Batyoek                                                      | 50 km (m)             | 16e       | 2:23.17,0 (+7.21,2)                                         |
| Joeri Boerlakov                                                        | 30 km (m)             | 11e       | 1:32.19,6 (+3.23,3)                                         |
| Vladimir Nikitin                                                       | 15 km (m)             | 5e        | 42.31,6 (+1.06,0)                                           |
| Vladimir Sachnov                                                       | 30 km (m)             | 4e        | 1:30.30,4 (+1.34,1)                                         |
| Vladimir Sachnov                                                       | 50 km (m)             | 8e        | 2:20.53,7 (+4.57,9)                                         |
| Aleksandr Zavjalov                                                     | 15 km (m)             | 16e       | 42.59,0 (+1.33,4)                                           |
| Aleksandr Zavjalov                                                     | 30 km (m)             | Zilver    | 1:29.23,3 (+27,0)                                           |
| Aleksandr Zavjalov                                                     | 50 km (m)             | 7e        | 2:20.27,6 (+4.31,8)                                         |
| Nikolaj Zimjatov                                                       | 15 km (m)             | 6e        | 42.34,5 (+1.08,9)                                           |
| Nikolaj Zimjatov                                                       | 30 km (m)             | Goud      | 1:28.56,3                                                   |
| Nikolaj Zimjatov                                                       | 50 km (m)             | 13e       | 2:22.15,0 (+6.19,2)                                         |
| Aleksandr Batyoek Aleksandr Zavjalov Vladimir Nikitin Nikolaj Zimjatov | 4x10 km estafette (m) | Zilver    | 1:55.16,5 (+10,2) (28.57,6 / 28.25,1 / 29.15,8 / 28.38,0)   |
|                                                                        |                       |           |                                                             |
| Nadezjda Boerjakova                                                    | 5 km (v)              | 14e       | 17.58,7 (+54,7)                                             |
| Nadezjda Boerjakova                                                    | 10 km (v)             | 9e        | 32.55,8 (+1.11,6)                                           |
| Ljoebov Ljadova                                                        | 10 km (v)             | 12e       | 33.05,8 (+1.21,6)                                           |
| Ljoebov Ljadova                                                        | 20 km (v)             | 7e        | 1:03.53,3 (+2.08,3)                                         |
| Tamara Markasjanskaja                                                  | 20 km (v)             | 13e       | 1:05.01,7 (+3.16,7)                                         |
| Raisa Smetanina                                                        | 5 km (v)              | 11e       | 17.52,0 (+48,0)                                             |
| Raisa Smetanina                                                        | 10 km (v)             | Zilver    | 32.02,9 (+18,7)                                             |
| Raisa Smetanina                                                        | 20 km (v)             | Zilver    | 1:02.26,7 (+41,7)                                           |
| Joelija Stepanova                                                      | 5 km (v)              | 12e       | 17.53,5 (+49,5)                                             |
| Joelija Stepanova                                                      | 10 km (v)             | 8e        | 32.45,7 (+1.01,5)                                           |
| Joelija Stepanova                                                      | 20 km (v)             | 15e       | 1:05.33,4 (+3.48,4)                                         |
| Lilija Vasiltsjenko                                                    | 5 km (v)              | 17e       | 18.07,6 (+1.03,6)                                           |
| Joelija Stepanova Ljoebov Ljadova Nadezjda Boerjakova Raisa Smetanina  | 4x5 km estafette (v)  | 4e        | 1:07.55,0 (+1.05,3) (17.27,2 / 17.07,8 / 16.36,3 / 16.43,7) |

### Noordse combinatie
| Olympiër             | Discipline | Resultaat | Prestatie                                                                                             |
| -------------------- | ---------- | --------- | --- |
| Aleksandr Prosvirnin | mannen     | 6e        | 400,185 punten schans: 199,4 p 91,5 (78,5 m)+101,8 (82,5 m)+97,6 (86,0 m) 15 km: 200,785 p (48.40,1)  |
| Sergej Tsjervjakov   | mannen     | 12e       | 388,345 punten schans: 210,3 p 105,5 (86,0 m)+90,7 (79,0 m)+104,8 (88,0 m) 15 km: 178,045 p (51.11,7) |
| Aleksandr Majorov    | mannen     | 14e       | 387,330 punten schans: 202,7 p 90,1 (77,0 m)+100,6 (83,0 m)+102,1 (86,0 m) 15 km: 184,630 p (50.27,8) |
| Ildar Garifoellin    | mannen     | 23e       | 355,825 punten schans: 166,5 p 84,3 (74,0 m)+61,6 (63,0 m)+82,2 (77,0 m) 15 km: 189,325 p (49.56,5)   |

### Rodelen
| Olympiër                             | Discipline | Resultaat | Prestatie                                             |
| ------------------------------------ | ---------- | --------- | ----------------------------------------------------- |
| Sergej Danilin                       | mannen     | Zilver    | 3.04,962 (+0,704) (46,433 / 46,284 / 46,176 / 46,069) |
| Valeri Doedin                        | mannen     | Brons     | 3.05,012 (+0,754) (46,385 / 46,334 / 46,201 / 46,092) |
| Joeri Charchenko                     | mannen     | 7e        | 3.05,548 (+1,290) (46,310 / 46,469 / 46,337 / 46,432) |
| Ingrīda Amantova                     | vrouwen    | 4e        | 2.48,480 (+1,910) (42,101 / 42,337 / 42,239 / 41,803) |
| Vera Sosoelja                        | vrouwen    | 5e        | 2.48,641 (+2,071) (42,079 / 42,169 / 42,077 / 42,316) |
| Natalja Lisitsa                      | vrouwen    | 10e       | 2.50,087 (+3,517) (43,532 / 42,371 / 42,186 / 41,998) |
| Jevgeni Beloessov Aleksandr Beljakov | dubbel     | Zilver    | 1.23,660 (+0,040) (41,813 / 41,847)                   |
| Juris Eisaks Einārs Veikša           | dubbel     | 7e        | 1.24,366 (+0,746) (42,078 / 42,288)                   |

### Schaatsen
| Olympiër            | Discipline   | Resultaat | Prestatie         |
| ------------------- | ------------ | --------- | ----------------- |
| Sergej Berezin      | 5000 m (m)   | 32e       | 7.45,94 (+33,66)  |
| Dmitri Botsjkarjov  | 10.000 m (m) | 6e        | 14.55,65 (+15,75) |
| Oleg Bozjev         | 1500 m (m)   | Brons     | 1.58,89 (+0,53)   |
| Oleg Bozjev         | 5000 m (m)   | 5e        | 7.17,96 (+5,68)   |
| Sergej Chlebnikov   | 1000 m (m)   | Zilver    | 1.16,63 (+0,83)   |
| Sergej Chlebnikov   | 1500 m (m)   | Zilver    | 1.58,83 (+0,47)   |
| Aleksandr Danilin   | 500 m (m)    | 9e        | 38,66 (+0,47)     |
| Sergej Fokitsjev    | 500 m (m)    | Goud      | 38,19             |
| Konstantin Korotkov | 10.000 m (m) | 14e       | 15.11,10 (+31,20) |
| Vladimir Kozlov     | 500 m (m)    | 6e        | 38,57 (+0,38)     |
| Igor Malkov         | 5000 m (m)   | Zilver    | 7.12,30 (+0,02)   |
| Igor Malkov         | 10.000 m (m) | Goud      | 14.39,90          |
| Pavel Pegov         | 1000 m (m)   | 13e       | 1.18,57 (+2,77)   |
| Viktor Sjasjerin    | 1000 m (m)   | 6e        | 1.17,42 (+1,62)   |
| Viktor Sjasjerin    | 1500 m (m)   | 8e        | 1.59,81 (+1,45)   |
|                     |              |           |                   |
| Irina Koelesjova    | 500 m (v)    | 4e        | 41,70 (+0,68)     |
| Natalja Koerova     | 1500 m (v)   | 7e        | 2.08,41 (+4,99)   |
| Valentina Lalenkova | 1000 m (v)   | 4e        | 1.23,68 (+2,07)   |
| Valentina Lalenkova | 1500 m (v)   | 6e        | 2.08,17 (+4,75)   |
| Valentina Lalenkova | 3000 m (v)   | 8e        | 4.37,36 (+12,57)  |
| Natalja Petroeseva  | 500 m (v)    | 6e        | 42,19 (+1,17)     |
| Natalja Petroeseva  | 1000 m (v)   | Brons     | 1.23,21 (+1,60)   |
| Natalja Petroeseva  | 1500 m (v)   | Brons     | 2.05,78 (+2,36)   |
| Natalja Petroeseva  | 3000 m (v)   | 9e        | 4.39,36 (+14,57)  |
| Olga Plesjkova      | 3000 m (v)   | 4e        | 4.34,42 (+9,63)   |
| Natalja Sjive       | 500 m (v)    | Brons     | 41,50 (+0,48)     |
| Natalja Sjive       | 1000 m (v)   | 37e       | 1.55,42 (+33,81)  |

### Schansspringen
| Olympiër           | Discipline         | Resultaat | Prestatie                                        |
| ------------------ | ------------------ | --------- | ------------------------------------------------ |
| Joeri Golovtsjikov | normale schans (m) | 50e       | 154,5 punten 57,6 p. (66,0 m) + 96,9 p. (84,0 m) |
| Joeri Golovtsjikov | grote schans (m)   | 39e       | 152,0 punten 65,6 p. (86,0 m) + 86,4 p. (98,0 m) |
| Gennadi Prokopenko | normale schans (m) | 26e       | 184,1 punten 88,4 p. (79,0 m) + 95,7 p. (82,0 m) |
| Gennadi Prokopenko | grote schans (m)   | 30e       | 167,1 punten 79,1 p. (93,5 m) + 88,0 p. (97,0 m) |
| Valeri Savin       | normale schans (m) | 31e       | 179,5 punten 81,6 p. (76,0 m) + 97,9 p. (84,0 m) |

### IJshockey
| Olympiër | Discipline | Resultaat | Prestatie |
| --- | ---------- | --------- | --- |
| Vladislav Tretjak Zinetoela Biljaletdinov Sergej Sjepeljev Nikolaj Drozdetski Vjatsjeslav Fetisov Aleksandr Gerasimov Aleksej Kasatonov Andrej Chomoetov Vladimir Kovin Aleksandr Kozjevnikov Vladimir Kroetov Igor Larionov Sergej Makarov Vladimir Mysjkin Vasili Pervoechin Aleksandr Skvortsov Sergej Starikov Igor Stelnov Viktor Tjoemenev Michail Vasiljev | mannen     | Goud      | Voorronde groep A: 12- 1 Sovjet-Unie - Polen 5- 1 Sovjet-Unie - Italië 9- 1 Sovjet-Unie - Joegoslavië 6- 1 Sovjet-Unie - Bondsrepubliek Duitsland 10- 1 Sovjet-Unie - Zweden Finaleronde: 4- 0 Sovjet-Unie - Canada 2- 0 Sovjet-Unie - Tsjecho-Slowakije |

Andorra · Argentinië · Australië · België · Bolivia · Bondsrepubliek Duitsland · Britse Maagdeneilanden · Bulgarije · Canada · Chili · China · Chinees Taipei · Costa Rica · Cyprus · Duitse Democratische Republiek · Egypte · Finland · Frankrijk · Griekenland · Groot-Brittannië · Hongarije · IJsland · Italië · Japan · Joegoslavië · Libanon · Liechtenstein · Marokko · Mexico · Monaco · Mongolië · Nederland · Nieuw-Zeeland · Noord-Korea · Noorwegen · Oostenrijk · Polen · Puerto Rico · Roemenië · San Marino · Senegal · Sovjet-Unie · Spanje · Tsjecho-Slowakije · Turkije · Verenigde Staten · Zuid-Korea · Zweden · Zwitserland